# قصه‌های رودخانه سیاکیا
قصه‌های رودخانه سیاکیا نام یک سریال تلویزیونی است که تولید ۱۳۷۹–۱۳۷۸ و توقیف است. کارگردان این مجموعه کمال تبریزی است. این مجموعه محصول مشترک ایران و مالزی است.
به گفته تبریزی: یک پسر بچه مالایی دراین مجموعه حضور داشت و نصف بازیگران این فیلم مالزیایی بودند که در آنجا شناخته شده هستند. بازیگران این مجموعه پیمان قاسم‌خانی و محمدعلی کشاورز و مهراوه شریفی‌نیا هستند.

## داستان
این مجموعه داستان پسربچه ای مالزیایی را روایت می‌کند که به دلیل مأموریت پدرش مدت کوتاهی در اصفهان سکونت می‌کنند. پسربچه طی این مدت با نوجوانی ایرانی به نام سیاوش در کنار زاینده رود آشنا می‌شود. تلاش این دو نوجوان برای تداوم دوستی شان ماجراهایی را به وجود می‌آورد که همه افراد خانواده را به نوعی درگیر می‌کند.

## تولید
اولین محصول مشترک تلویزیونی ایران و مالزی با عنوان قصه رودخانه در مرکز سیمافیلم تولید شده‌است، در فاصله سال‌های ۷۷ تا ۷۹ در بخش‌های مختلف کشور ایران و مالزی تصویربرداری شده‌است.

## توقیف
کمال تبریزی در این مصاحبه در پاسخ به سؤالی که چرااین سریال توقیف شد؟ گفته‌است: چون موقعیت ما با موقعیت آنها به عنوان دو کشور اسلامی باهم مقایسه می‌شد.